# Bahri Tanrikulu
Bahri Tanrıkulu, né le 16 mars 1980 est un taekwondoïste turc. Il a obtenu la médaille d'argent lors des Jeux olympiques d'été de 2008 dans la catégorie des moins de 80 kg.
Son palmarès comporte également plusieurs podiums mondiaux ou européens : il est triple champion du monde (2001, 2007 et 2009) et double champion d'Europe (2000 et 2002).
Il est le frère d'Azize Tanrıkulu, taekwondoïste médaillée olympique en 2008.

## Palmarès

### Jeux olympiques
- Médaille d'argent en moins de 80 kg à Athènes en 2004

### Championnats du monde
- Médaille d'or en moins de 84 kg à Cheju en 2001
- Médaille d'or en moins de 84 kg à Peking en 2007
- Médaille d'or en moins de 87 kg à Copenhague en 2009
- Médaille d'argent en moins de 78 kg à Edmonton en 1999
- Médaille de bronze en moins de 84 kg à Garmisch-Partenkirchen en 2003

### Championnats d'Europe
- Médaille d'or en plus de 84 kg à Patra en 2000
- Médaille d'or en moins de 84 kg à Samsun en 2002
- Médaille d'argent en moins de 84 kg à Riga en 2005
- Médaille d'argent en moins de 84 kg à Bonn en 2006
- Médaille de bronze en moins de 84 kg à Eindhoven en 1998
- Médaille de bronze en moins de 84 kg à Lillehammer en 2004